# Erylus discastera
Erylus discastera är en svampdjursart som beskrevs av Dickinson 1945. Erylus discastera ingår i släktet Erylus och familjen Geodiidae. Inga underarter finns listade i Catalogue of Life.